# Teinopodagrion curtum
Teinopodagrion curtum – gatunek ważki z rodziny Megapodagrionidae. Występuje na terenie Ameryki Południowej; stwierdzony w Ekwadorze i południowej Kolumbii.